# Вазов, Георги
Гео́рги Минчев Ва́зов (рус. Георгий Минчевич Вазов; 5 января 1860, Сопот — 13 августа 1934, София) — болгарский военный деятель, военный министр (1913). Генерал-лейтенант (1913).

## Семья и образование
Родился в семье купца Минчо Вазова, был пятым из десяти детей. Его братьями были писатель Иван Вазов и генерал Владимир Вазов. Его сын Александр Вазов (1900—1972) — режиссёр, один из основоположников болгарского кинематографа.
Получил образование в училище в Сопоте, в 1874—1876 годах учился в Априловской гимназии в Габрово, откуда был исключён за участие в гимназическом бунте, в 1876-1877 годах учился в болгарской школе в Румынии. Окончил Одесское юнкерское пехотное училище (1880), подготовительный курс Николаевского инженерного училища в Санкт-Петербурге, учился в Николаевской инженерной академии в Санкт-Петербурге (1883—1885), которую тогда не окончил из-за возвращения на родину в связи с переходом Восточной Румелии под контроль Болгарии, а затем с Сербско-болгарской войной. В 1887—1888 годах продолжил обучение в академии, которую окончил с отличием.

## Начало военной службы в Болгарии
В 1877-1878 годах был писарем при гражданском управлении в Свиштове. В 1880-1881 годах служил суббаталером (младшим интендантом) в 1-й дружине (батальоне) в Софии, в 1881-1882 годах проходил службу в 1-й Пловдивской дружине милиции Восточной Румелии. С 17 апреля по 2 ноября 1882 года — третий адъютант генерал-губернатора Восточной Румелии Алеко Богориди.
В ноябре 1885 года участвовал в Сербско-болгарской войне, на заключительном этапе которой отличился в боях за сербские города Цариброд и Пирот. Был награждён орденом «За храбрость» 4-й степени. После войны был преподавателем военной фортификации в Военном училище в Софии.
В августе 1886 года Георги Вазов, вместе с другими офицерами-русофилами был одним из организаторов свержения (детронирования) болгарского князя Александра Баттенберга. Им удалось добиться отречения князя и выслать его за границу, однако уже через несколько дней произошёл контрпереворот, вынудивший Вазова и ряд его товарищей эмигрировать через Стамбул в Россию. Позднее Вазов писал: «Наша главная ошибка состояла в том, что мы не имели никакого плана что делать после изгнания князя. И, конечно, упустили инициативу».

## Служба в русской армии
В России Георги Вазов стал русским поданным (19 февраля 1887 года), завершил учёбу в академии и был назначен на службу в Закаспийскую область, был военным инженером в Ашхабаде (1888-1890), Мерве (1890-1892), Кушке (1892-1897). Занимался строительством укреплений в Кушке, в которой также руководил возведением церкви, здания военного собрания, мельницы. Заслужил положительную оценку своей работы со стороны начальника Закаспийской области генерала Алексея Куропаткина, сказавшего в 1895 году, что после такой обширной практики и опыта он не будет удивлён, что Вазов в будущем станет начальником артиллерии, причём не только маленькой Болгарии. В январе 1912 года, во время присвоения наименований улицам Кушки, одна из них была названа Вазовской.
В 1897 году Вазов получил право посетить Болгарию, где был принят князем Фердинандом I, премьер-министром и военным министром. Вернувшись в Кушку, он подал рапорт об увольнении из русской армии в связи с зачислением в армию Болгарии (хотя в России его ждало повышение по службе — должность начальника 4-го участка строившейся Мургабской ветки Туркестанской железной дороги).

## Вновь на службе в Болгарии
29 января 1898 года Георги Вазов был официально вновь принят на службу в болгарскую армию в чине подполковника (полученном им в России) и назначен офицером для особых поручений при Военно-инженерной инспекции. Опытный и способный военный инженер, он сделал быструю карьеру. В 1899 году стал заведующим инженерными работами в Военно-инженерной инспекции, с 1 марта 1900 года был командиром 2-й пионерной дружины (инженерного батальона). С 1 января 1904 года являлся временным начальником инженерных войск, а в 1905 году утверждён в этой должности. В 1906 году произведён в генерал-майоры, с 12 января 1908 года был инспектором инженерных войск.

## Судебное дело и гражданская деятельность
Военная карьера Вазова прервалась в 1908 году. В одной из позднейших анкет он писал, что главным делом в своём послужном списке считает «командование инженерными войсками, для развития, снабжения, усовершенствования которых я работал четыре года с увлечением, энтузиазмом и любовью и за что, вместо награды, был отдан под суд». Уголовное дело было возбуждено в связи с обвинениями в злоупотреблениях, в первую очередь, в фальсификации протокола о приспособлении приобретённых для инженерных войск бомб для нужд болгарской армии. Сам Вазов заявлял, что реальной причиной гонений на него стали действия генерала Данаила Николаева, занявшего в 1907 году пост военного министра и ранее резко выступавшего против приёма в болгарскую армию участников детронизации Александра Баттенберга, живших в эмиграции в России. Обвинения против Вазова поддерживала контролировавшаяся военным министерством газета «Камбана».
В результате Вазов был уволен из армии. На суде ему удалось доказать свою правоту, по большинству обвинений (в том числе в фальсификации) генерал был оправдан, суд приговорил его к символическому наказанию — 10 дням домашнего ареста (но, по его словам, кампания клеветы отравила всю его жизнь). Находясь в отставке, он в 1910 году стал организатором первой в Болгарии регулярной автобусной линии София — Самоков — Чамкория, лично обучал водителей первых двух автобусов, совершавших по ней рейсы. В 1911 году руководил работами по мощению улиц города Бургаса, участвовал в производстве первых болгарских кинофильмов.

## Участие в Балканских войнах
Перед началом 1-й Балканской войны генерал Вазов был возвращён на военную службу. С 17 сентября 1912 года являлся начальником военных сообщений и этапов Тылового управления, провёл большую работу по организации военных перевозок на первом этапе войны. 9 ноября того же года он стал военным губернатором Лозенграда и генерал-губернатором Восточной Тракии — территории, занятой болгарскими войсками в ходе войны.
В декабре был включён в состав комиссии по подготовке взятия хорошо укреплённой Одринской крепости, а 9 января 1913 года назначен начальником восточного сектора осады Одрина. Руководил созданием ударных колонн из пехотных батальонов, усиленных артиллерией и инженерными подразделениями, проводил предварительные учения, направленные на выработку взаимодействия между различными родами войск. Во время штурма крепости 11-13 марта руководил наступлением в своём секторе, где были взяты первые форты Айджиолу, Айвазбаба и др. Когда 13 марта крепость капитулировала, генерал Вазов был назначен начальником её болгарского гарнизона, а 16 марта стал губернатором Тракии. В июне участвовал в работе болгаро-румынской комиссии в Силистрии.
16 июня началась 2-я Балканская война, в которой Болгария оказалась вынуждена воевать в одиночестве против своих бывших союзников. Боевые действия изначально развивались для Болгарии крайне неудачно — в этой ситуации генерал Вазов получил должность военного министра, которую занимал меньше двух месяцев, с 28 июня по 22 августа 1913 года. После окончания войны он подал в отставку из-за несогласия с политикой правительства Васила Радославова.

## Политик и военный писатель
Находясь в отставке, генерал Вазов занимался общественно-политической деятельностью, продолжал симпатизировать России, входил в состав Славянского общества, в 1914 году был одним из инициаторов воззвания о необходимости соблюдения нейтралитета в Первой мировой войне.
В 1915—1919 годах — общинский советник в Софии. Был председателем центрального бюро Народной партии.
В 1920—1924 годах находился на лечении за границей, в 1923 году был привлечён к суду в связи со своим непродолжительным пребыванием на посту министра, но уже в следующем году амнистирован. Автор военно-теоретических работ (в том числе многих статей), мемуаров.

## Звания
- С 20 августа 1878 — «охотник» (вольноопределяющийся) русской армии.
- С 1 сентября 1878 — юнкер русской армии.
- С 8 января 1880 — подпоручик.
- С 15 сентября 1883 — поручик.
- С 30 августа 1885 — капитан.
- С 6 декабря 1896 — подполковник русской армии.
- С 1 января 1901 — полковник.
- С 1 января 1906 — генерал-майор.
- С 5 августа 1913 — генерал-лейтенант.

## Награды
- орден «За храбрость» 3-й и 4-й степеней 2-го класса.
- орден святого Александра 2-й степени с мечами, 5-й степени без мечей.
- орден «За военные заслуги» 3-й степени.
- Орден св. Станислава 3-й степени (Россия).
- орден св. Владимира 4-й степени (Россия).
- орден св. Анны 1-й степени (Россия).

## Труды
- Военная гимнастика в училищах и обществе. (1884).
- Наша армия и её бюджет. (1902).
- Укрепления на северной границе Болгарии.
- Болгарская флотилия.
- Краткая инструкция по действиям против крепостей и их атакам. (1909).
- Воспоминания о Балканских войнах. История одного 55-дневного министерства. (1926).
- В пустынях Средней Азии. Моя служба в России. Воспоминания. (1938, 1993).